# Chicharito
Chicharito [tʃitʃaˈɾito] (* 1. Juni 1988 in Guadalajara), bürgerlich Javier Hernández Balcázar und auch bekannt als Javier Hernández, ist ein mexikanischer Fußballspieler, der als Stürmer zum Einsatz kommt. Er steht seit Januar 2024 bei Deportivo Guadalajara unter Vertrag und spielt für die mexikanische Nationalmannschaft, deren Rekordtorschütze er ist.

## Familie
Javier Hernández erhielt seinen Spitznamen Chicharito ([tʃitʃaˈɾito]; deutsch kleine Erbse oder Erbschen) in Anlehnung an den früheren Spitznamen seines Vaters Javier (* 1961), der Chícharo (Erbse) genannt wurde und zum Kader der mexikanischen Nationalmannschaft gehörte, die die WM 1986 im eigenen Lande bestritt; sein Vater war ebenfalls Stürmer. Das Gleiche gilt auch für seinen Großvater mütterlicherseits, Tomás Balcázar, der bei der WM 1954 zum Einsatz kam und im Spiel gegen Frankreich ein Tor erzielte.

## Vereinskarriere

### Anfänge in Mexiko
Chicharito ging aus der Nachwuchsabteilung von Chivas Guadalajara hervor, der er seit seinem neunten Lebensjahr angehörte. Seine erste Saison als Profi (2005/06) bestritt Chicharito für das in der zweiten Liga spielende Reserveteam Chivas Coras. Sein Erstligadebüt gab er am 9. September 2006 gegen Necaxa, als er fünf Minuten vor Schluss eingewechselt wurde. Es war ein Einstand nach Maß, denn er krönte seinen Kurzeinsatz gleich mit einem Tor zum 4:0-Endstand. Insgesamt erzielte Chicharito zwischen 2006 und 2010 insgesamt 26 Ligatore bei je nach Quelle 63 oder 64 Spielen; während es in einigen Quellen heißt, dass Chicharito im Spiel gegen die UANL Tigres (0:1) am 22. März 2009 in der 67. Minute für Sergio Amaury Ponce eingewechselt wurde, steht in anderen Quellen stattdessen ein Einsatz von Mannschaftskollege und Torwart Víctor Hugo Hernández in den Statistiken.

### Manchester United

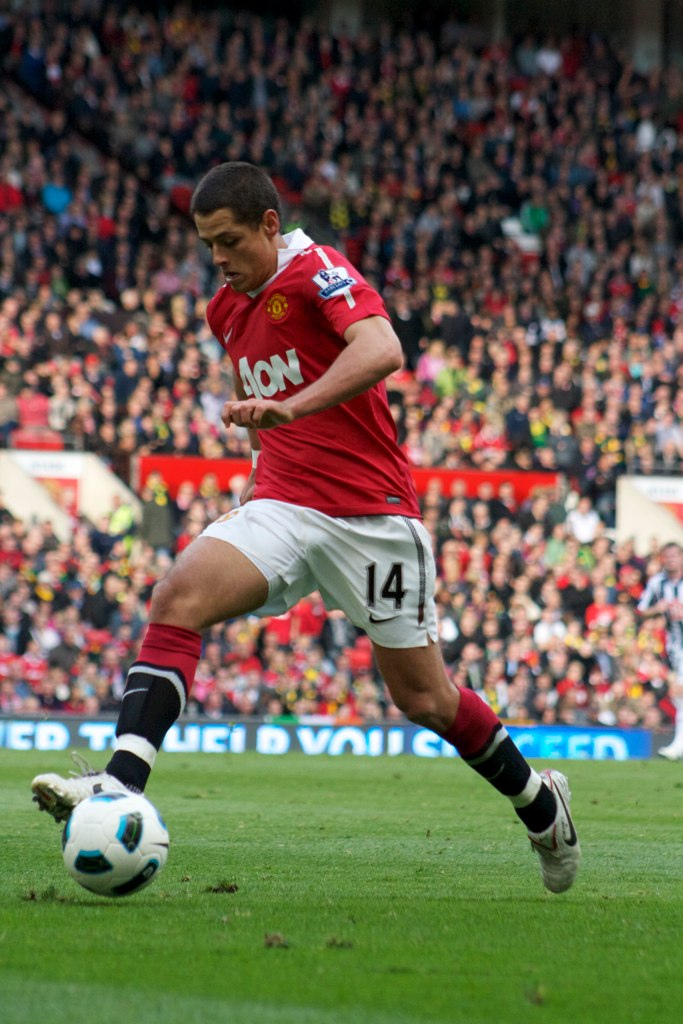
Chicharito im Trikot von Manchester United, 2010

Zur Saison 2010/11 wechselte Chicharito in die Premier League zu Manchester United. Gleich im ersten Jahr gewann er mit Manchester United die englische Meisterschaft und erreichte außerdem das Finale der Champions League, das man jedoch mit 1:3 gegen den FC Barcelona verlor. Dass Manchester überhaupt bis ins Finale vordringen konnte, war zu einem guten Teil auch Chicharitos Verdienst: So erzielte er im Achtelfinale nach einem torlosen Hinspiel im Rückspiel beide Tore zum 2:1-Heimsieg der Red Devils gegen Olympique Marseille. Wettbewerbsübergreifend erzielte er in der Saison 2010/11 insgesamt 20 Tore für seinen neuen Arbeitgeber und hatte mit 13 Treffern in der Premier League auch entscheidenden Anteil am Meistertitel seiner Mannschaft. Auch in der Saison 2011/12 stand Chicharito zumeist in der Startelf und erzielte in 28 Premier-League-Partien zehn Treffer. Die gleiche Anzahl an Treffern steuerte er zu seiner zweiten Meisterschaft in der Saison 2012/13 bei, allerdings meist als Joker. Die Saison 2013/14 verlief für Chicharito – wie für die gesamte Mannschaft im ersten Jahr nach Alex Ferguson – schlechter. Unter dem neuen Trainer David Moyes kam er auf lediglich 24 Ligaeinsätze (sechs davon in der Startelf) und erzielte vier Treffer. Zur Saison 2014/15 übernahm der Niederländer Louis van Gaal das Team von Manchester United. Unter ihm kam er lediglich am ersten Spieltag zu einem Startelfeinsatz.

### Real Madrid
Am 1. September 2014 wechselte Chicharito bis zum Ende der Saison 2014/15 auf Leihbasis mit Kaufoption in die spanische Primera División zu Real Madrid. Dort war er im Sturmzentrum der „Back-up-Spieler“ für Karim Benzema. In 23 Ligaeinsätzen kam er meist als Joker auf sieben Tore. In der Champions League kam Chicharito auf einen Treffer, der seinem Team gegen den Stadtrivalen Atlético Madrid kurz vor Spielende den Einzug ins Halbfinale sicherte.

### Bayer 04 Leverkusen
Nach einer Saison in Madrid wurde Chicharito nicht weiterverpflichtet. Stattdessen kehrte er zunächst nach Manchester zurück, kam dort aber wie im Vorjahr unter Louis van Gaal nur zu einer Einwechslung gegen Newcastle United am 3. Spieltag. Am 31. August 2015, dem letzten Tag der Sommertransferperiode, wechselte Chicharito in die Bundesliga zu Bayer 04 Leverkusen. Bei der Werkself unterschrieb er einen Vertrag bis zum 30. Juni 2018. Sein Pflichtspieldebüt für Leverkusen gab Chicharito am 12. September 2015 in der Bundesliga bei der 0:1-Heimniederlage gegen den SV Darmstadt 98, als er in der 58. Minute für Hakan Çalhanoğlu eingewechselt wurde. Sein erstes Pflichtspieltor für die Leverkusener erzielte er am 16. September 2015 in der Champions-League-Begegnung gegen BATE Baryssau, als er beim 4:1-Heimsieg den dritten Treffer für Leverkusen schoss. Sein erstes Bundesliga-Tor erzielte Chicharito am 23. September 2015 (6. Spieltag) beim 1:0-Heimsieg der Leverkusener gegen den 1. FSV Mainz 05.

### West Ham United
Am 20. Juli 2017 erklärten Bayer 04 Leverkusen und der englische Erstligist West Ham United den Wechsel Chicharitos nach London. Chicharito habe einen Vertrag unterzeichnet, der vorbehaltlich dem Absolvieren einer medizinischen Untersuchung Gültigkeit erlange. Diese Untersuchung absolvierte er vier Tage später erfolgreich. Nach Angaben von West Ham United habe der Verein umgerechnet rund 17,9 Mio. Euro gezahlt, um Chicharito aus dem Vertrag mit Bayer 04 Leverkusen herauszukaufen.

### LA Galaxy
Am 21. Januar 2020 wechselte Chicharito in die Major League Soccer zur LA Galaxy. Er unterschrieb beim Franchise aus Carson, Kalifornien einen Vertrag als Designated Player. 2021 und 2022 war er mit 17 bzw. 18 Toren jeweils bester Torschütze seiner Mannschaft.

## Nationalmannschaftskarriere

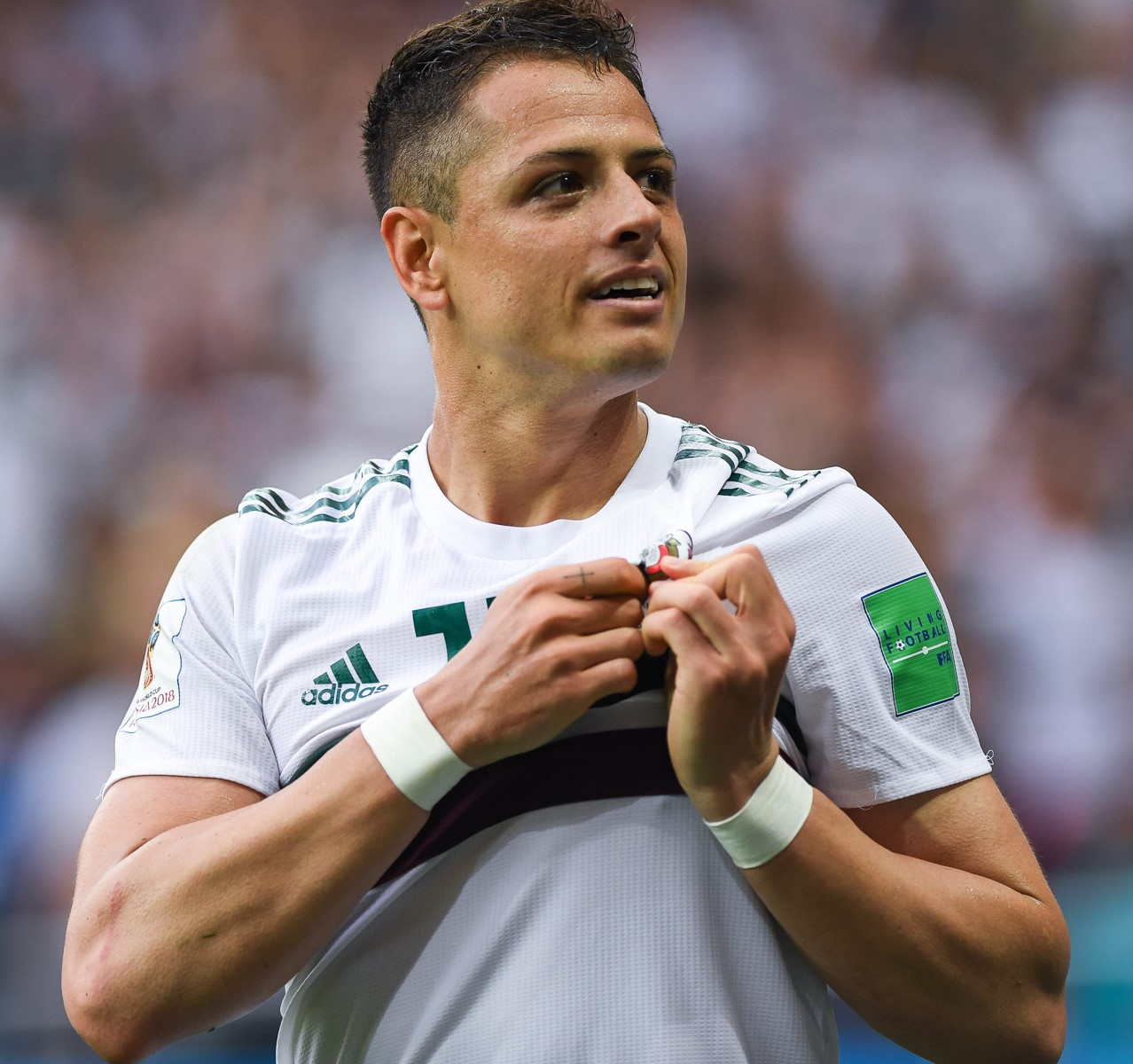
Chicharito bei der WM 2018

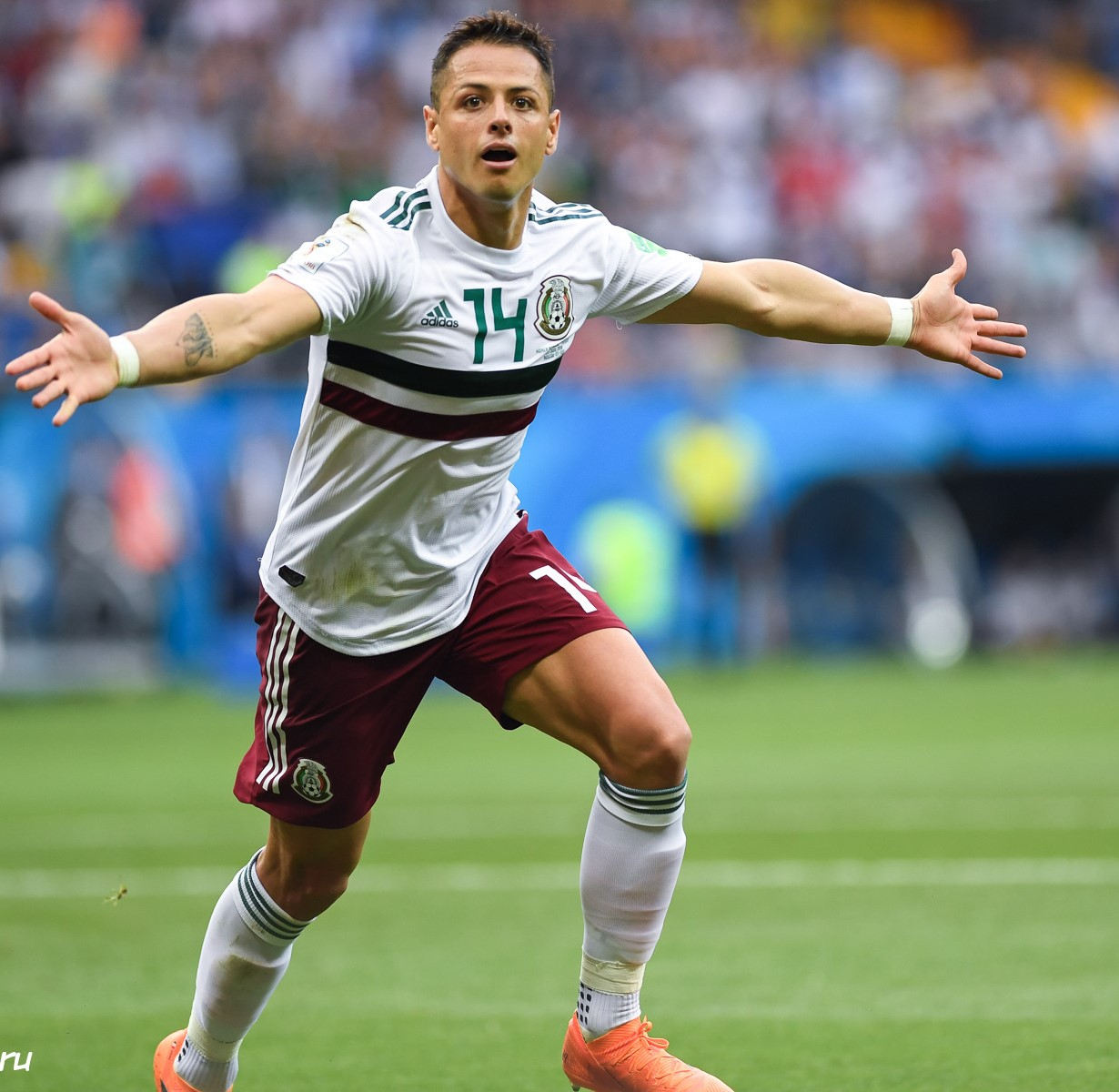
Chicharito bei der WM 2018

Sein erstes Länderspiel absolvierte Chicharito in einem Testspiel gegen Kolumbien (1:2) am 30. September 2009. Seine ersten beiden Länderspieltore erzielte er in einem Testspiel gegen Bolivien (5:0) am 24. Februar 2010. Am 17. Juni 2010 erlangte er internationale Bekanntheit, als er beim überraschenden 2:0-Sieg im WM-Vorrundenspiel gegen den damals amtierenden WM-Finalisten Frankreich den Führungstreffer für Mexiko erzielte. Der Sieg war auch gleichbedeutend mit dem ersten Länderspielsieg gegen Frankreich.
Bei den Spielen um den CONCACAF Gold Cup 2011 bestritt Chicharito alle Spiele für die mexikanische Nationalmannschaft und erzielte insgesamt sieben Tore, womit er nach seinem Landsmann Luis Roberto Alves, der es 1993 zu elf Treffern brachte, der zweiterfolgreichste Torjäger in einem einzelnen Wettbewerb in der Geschichte des Gold Cup ist. Darüber hinaus wurde Chicharito zum besten Spieler des Turniers von 2011 gewählt.
Am 25. März 2017 erzielte Chicharito in der Partie gegen Costa Rica in seinem 89. A-Länderspiel sein 46. Tor und zog in dieser Statistik mit dem bisherigen alleinigen Rekordtorschützen, Jared Borgetti, gleich, der dieselbe Anzahl Länderspiele für diese Marke benötigte. Am 27. Mai 2017 erzielte er bei der 1:2-Niederlage Mexikos gegen Kroatien in Los Angeles mit dem Tor zum Endstand seinen 47. Treffer im 91. Länderspiel und wurde damit alleiniger Rekordtorschütze der mexikanischen Nationalmannschaft. Am 28. März 2018 bestritt er beim Freundschaftsspiel gegen Kroatien sein 100. Länderspiel. Er wurde auch für die WM 2018 nominiert und erzielte am 23. Juni 2018 mit dem Tor zum zwischenzeitlichen 2:0 beim 2:1-Sieg im WM-Gruppenspiel gegen Südkorea sein 50. Länderspieltor. 2019 wurde er noch in drei Freundschaftsspielen eingesetzt und erzielte dabei zwei Tore. Danach wurde er trotz guter Leistungen im Verein nicht mehr berücksichtigt.

## Erfolge

### Verein
- Mexikanischer Meister Apertura 2006
- InterLiga 2009
- FA Community Shield: 2010, 2011
- Englischer Meister 2011, 2013
- FIFA-Klub-Weltmeister 2014

### Nationalmannschaft
- CONCACAF Gold Cup-Sieger 2011
- Vierter des FIFA-Konföderationen-Pokals 2017

### Auszeichnungen
- Sir Matt Busby Spieler des Jahres von Manchester United 2011
- Torschützenkönig der mexikanischen Liga: Clausura 2010
- Bester Spieler und Goldener Schuh des CONCACAF Gold Cup 2011

## Saisonstatistik
| Verein                | Liga             | Saison          | Liga   | Liga | Nat. Pokal | Nat. Pokal | Ligapokal | Ligapokal | Int. Pokal | Int. Pokal | Andere | Andere | Gesamt | Gesamt |
| Verein                | Liga             | Saison          | Spiele | Tore | Spiele     | Tore       | Spiele    | Tore      | Spiele     | Tore       | Spiele | Tore   | Spiele | Tore   |
| --------------------- | ---------------- | --------------- | ------ | ---- | ---------- | ---------- | --------- | --------- | ---------- | ---------- | ------ | ------ | ------ | ------ |
| Deportivo Guadalajara | Liga MX          | 2006/07         | 8      | 1    | -          | -          | -         | -         | 1          | 0          | -      | -      | 9      | 1      |
| Deportivo Guadalajara | Liga MX          | 2007/08         | 6      | 0    | -          | -          | -         | -         | 4          | 0          | 1      | 0      | 11     | 0      |
| Deportivo Guadalajara | Liga MX          | 2008/09         | 22     | 4    | 3          | 0          | -         | -         | 7          | 3          | -      | -      | 32     | 7      |
| Deportivo Guadalajara | Liga MX          | 2009/10         | 28     | 21   | -          | -          | -         | -         | -          | -          | -      | -      | 28     | 21     |
| Gesamt                | Gesamt           | Gesamt          | 64     | 26   | 3          | 0          | -         | -         | 12         | 3          | 1      | 0      | 80     | 29     |
| Manchester United     | Premier League   | 2010/11         | 27     | 13   | 5          | 1          | 3         | 1         | 9          | 4          | 1      | 1      | 45     | 20     |
| Manchester United     | Premier League   | 2011/12         | 28     | 10   | 1          | 0          | -         | -         | 7          | 2          | -      | -      | 36     | 12     |
| Manchester United     | Premier League   | 2012/13         | 22     | 10   | 6          | 4          | 2         | 1         | 6          | 3          | -      | -      | 36     | 18     |
| Manchester United     | Premier League   | 2013/14         | 24     | 4    | 1          | 1          | 5         | 4         | 5          | 0          | -      | -      | 35     | 9      |
| Manchester United     | Premier League   | 2014/15         | 1      | 0    | -          | -          | 1         | 0         | -          | -          | -      | -      | 2      | 0      |
| Manchester United     | Premier League   | 2015/16         | 1      | 0    | -          | -          | -         | -         | 2          | 0          | -      | -      | 3      | 0      |
| Gesamt                | Gesamt           | Gesamt          | 103    | 37   | 13         | 6          | 11        | 6         | 29         | 9          | 1      | 1      | 157    | 59     |
| Real Madrid           | Primera División | 2014/15         | 23     | 7    | 2          | 1          | -         | -         | 8          | 1          | -      | -      | 33     | 9      |
| Gesamt                | Gesamt           | Gesamt          | 23     | 7    | 2          | 1          | -         | -         | 8          | 1          | -      | -      | 33     | 9      |
| Bayer 04 Leverkusen   | Bundesliga       | 2015/16         | 28     | 17   | 3          | 4          | -         | -         | 9          | 5          | -      | -      | 40     | 26     |
| Bayer 04 Leverkusen   | Bundesliga       | 2016/17         | 26     | 11   | 2          | 1          | -         | -         | 8          | 1          | -      | -      | 36     | 13     |
| Gesamt                | Gesamt           | Gesamt          | 54     | 28   | 5          | 5          | -         | -         | 17         | 6          | -      | -      | 76     | 39     |
| Karriere Gesamt       | Karriere Gesamt  | Karriere Gesamt | 244    | 98   | 23         | 12         | 11        | 6         | 66         | 19         | 2      | 1      | 346    | 136    |

Stand: 20. Mai 2017